# Carex tubulosa
Carex tubulosa är en halvgräsart som beskrevs av Renato Pampanini. Carex tubulosa ingår i släktet starrar, och familjen halvgräs. Inga underarter finns listade i Catalogue of Life.